# Тайт
Тайт (амх. ጠይት) — двадцята перша літера ефіопської абетки, позначає абруптивний приголосний звук /tʼ/ (т з придихом).
- ጠ  — те
- ጡ  — ту
- ጢ  — ті
- ጣ  — та
- ጤ  — те
- ጥ  — ти (т)
- ጦ  — то